# Annelies Glaner
Annelies Glaner (geborene Nitz; * 25. April 1922 in Berlin; † 5. November 2001) war eine deutsche Politikerin (SED) und Funktionärin des Demokratischen Frauenbundes Deutschlands (DFD). Sie war Vorsitzende des DFD-Bezirksvorstandes Berlin.

## Leben

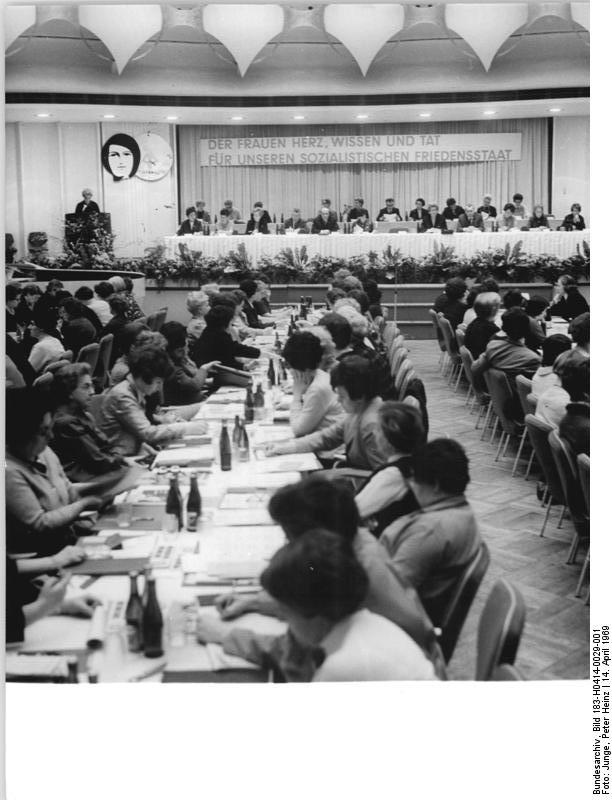
Annelies Glaner (am Rednerpult) auf der DFD-Bezirksdelegiertenkonferenz (14. April 1969)

Glaner, von Beruf Kontoristin, war nach 1945 zeitweilig als FDGB-Funktionärin, unter anderem als Sekretär des FDGB-Bezirksvorstandes Berlin, tätig. Sie trat der SED bei und qualifizierte sich zur Diplom-Gesellschaftswissenschaftlerin.
Von Mai 1964 bis Juli 1978 fungierte sie als Vorsitzende des Bezirksvorstandes Berlin des DFD (Nachfolgerin von Ruth Schirmer) und gehörte von 1964 bis 1982 dem Präsidium des DFD-Bundesvorstandes an. Glaner war von Juni 1964 bis Februar 1979 zudem Mitglied der SED-Bezirksleitung Berlin und von 1967 bis 1981 Mitglied der Berliner Stadtverordnetenversammlung.
Glaner starb im Alter von 79 Jahren und wurde auf dem Zentralfriedhof Berlin-Friedrichsfelde bestattet.

## Auszeichnungen
- Vaterländischer Verdienstorden in Silber (1975) und in Gold (1978)
- Ehrenmedaille der Nationalen Front (1977)